# Kyle Guy
Kyle Joseph Guy (ur. 11 sierpnia 1997 w Indianapolis) – amerykański koszykarz, występujący na pozycji rzucającego obrońcy, obecnie zawodnik Miami Heat oraz zespołu G-League Sioux Falls Skyforce.
W 2014, i 2015 zdobył srebrny medal, podczas turnieju Adidas Nations.
W 2016 wystąpił w meczu gwiazd amerykańskich szkół średnich McDonald’s All-American. Został też wybrany najlepszym zawodnikiem szkół średnich stanu Indiana (Indiana Gatorade Player of the Year, Indiana Mr. Basketball).
27 września 2021 dołączył do Cleveland Cavaliers. 16 października 2021 opuścił klub. 30 grudnia 2021 zawarł 10-dniową umowę z Miami Heat. 10 stycznia 2022 zawarł kolejną, identyczną umowę z klubem. 17 stycznia 2022 podpisał umowę z Heat na występy w NBA oraz zespole G-League – Sioux Falls Skyforce. 25 marca 2022 został zwolniony.

## Osiągnięcia
Stan na 29 marca 2022, na podstawie, o ile nie zaznaczono inaczej.
NCAA
- Mistrz:
  - NCAA (2019)
  - turnieju konferencji Atlantic Coast (ACC – 2018)
  - sezonu regularnego ACC (2018, 2019)
- Uczestnik rozgrywek:
  - II rundy turnieju NCAA (2017, 2019)
  - turnieju NCAA (2017–2019)
- Most Outstanding Player (MOP=MVP) NCAA Final Four (2019)[9]
- MVP turnieju ACC (2018)[10]
- Zaliczony do:
  - I składu:
    - ACC (2018, 2019)
    - turnieju:
      - ACC (2018, 2019)
      - regionalnego NCAA All-South (2019)
      - NIT Season Tip-Off  (2018)
      - NCAA Final Four (2019)[11]

  - III składu All-American (2018, 2019)